# Język umbryjski

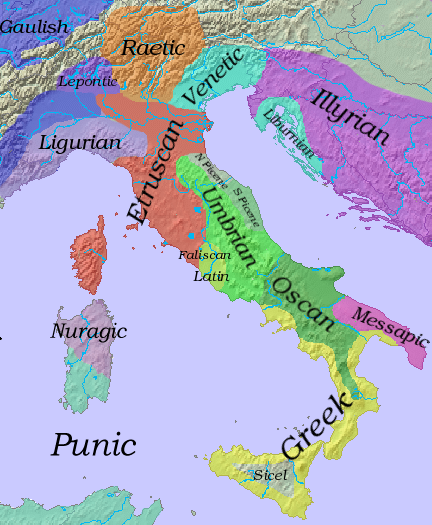
Przybliżone rozmieszczenie języków italskich w VI wieku p.n.e.

Język umbryjski – wymarły język należący do podgrupy oskijsko-umbryjskiej języków italskich. Język ten był używany w starożytnej Umbrii do początku naszej ery, kiedy to został wyparty przez blisko z nim spokrewnioną łacinę. Zachowały się teksty sakralne w tym języku, zapisane na tablicach z brązu, pochodzące z lat 250 p.n.e.–50 p.n.e. (zob.: tablice iguwińskie). Do zapisu języka używano zarówno alfabetu etruskiego, jak i łacińskiego.